# Tagyon
Tagyon [taďon] je obec v Maďarsku v župě Veszprém, spadající pod okres Balatonfüred. Nachází se asi 30 km jihozápadně od Veszprému. Žije zde 117 obyvatel. Dle údajů z roku 2011 tvoří 97,7 % obyvatelstva Maďaři a 49,4 % Němci, přičemž 2,3 % obyvatel se ke své národnosti nevyjádřilo.

## Sousední obce
| Růžice kompasu |          | Szentantalfa |              | Růžice kompasu |
| Růžice kompasu | Monoszló | Sever        | Balatonakali | Růžice kompasu |
| Růžice kompasu | Monoszló | Tagyon       | Balatonakali | Růžice kompasu |
| Růžice kompasu | Monoszló | Jih          | Balatonakali | Růžice kompasu |
| Růžice kompasu | Zánka    |              |              | Růžice kompasu |